# Halbeinfache Lie-Algebra
Halbeinfache Lie-Algebren werden in der mathematischen Theorie der Lie-Algebren untersucht. Die endlichdimensionalen, halbeinfachen, komplexen Lie-Algebren lassen sich vollständig klassifizieren. Sie setzen sich aus einfachen Lie-Algebren zusammen, woher ihr Name resultiert. Diese Theorie geht im Wesentlichen auf Arbeiten von Wilhelm Killing und Élie Cartan Ende des 19. Jahrhunderts zurück. Die heute zur Klassifikation verwendeten Dynkin-Diagramme wurden 1947 von Eugene Dynkin eingeführt. Wesentliche Teile der Theorie finden sich im Standardwerk von James E. Humphreys über Darstellungen von Lie-Algebren aus dem Jahre 1972, dort fehlt die Beschreibung der sogenannten exzeptionellen Lie-Algebren. Diese kann man in einem älteren Lehrbuch von Richard D. Schafer über nicht-assoziative Algebren aus dem Jahre 1966 finden. Das unten angegebene Lehrbuch von Roger Carter enthält eine modernere, leicht zugängliche Darstellung.

## Definitionen und Charakterisierungen
Wir betrachten hier endlichdimensionale Lie-Algebren {\displaystyle L} über einem algebraisch abgeschlossenen Körper {\displaystyle K} der Charakteristik {\displaystyle 0}, der Körper {\displaystyle \mathbb {C} } der komplexen Zahlen ist das prominenteste Beispiel. Manche der folgenden Ausführungen kommen mit schwächeren Voraussetzungen an den Grundkörper aus, aber an einigen Stellen der Theorie benötigt man die Existenz von Eigenwerten und daher die algebraische Abgeschlossenheit, und die Division durch ganze Zahlen und daher die Charakteristik {\displaystyle 0}.
Es gibt eine Reihe äquivalenter Möglichkeiten, halbeinfache Lie-Algebren zu definieren. Eine Lie-Algebra heißt einfach, falls sie nicht abelsch ist und außer dem Nullraum und sich selbst keine weiteren Ideale enthält. Die namensgebende Definition lautet:
- Eine Lie-Algebra heißt halbeinfach, wenn sie eine direkte Summe einfacher Ideale ist.

Eine alternative Beschreibung verwendet das Radikal {\displaystyle \mathrm {Rad} (L)} einer Lie-Algebra {\displaystyle L}, das sich als größtes auflösbares Ideal in {\displaystyle L} definieren lässt.
- Eine Lie-Algebra ist genau dann halbeinfach, wenn ihr Radikal der Nullraum ist.

Daraus ergibt sich sofort
- Eine Lie-Algebra ist genau dann halbeinfach, wenn sie keine vom Nullraum verschiedenen auflösbaren Ideale enthält.
- Eine Lie-Algebra ist genau dann halbeinfach, wenn sie keine vom Nullraum verschiedenen abelschen Ideale enthält.

Ist {\displaystyle \mathrm {ad} :L\rightarrow {\mathfrak {gl}}(L)} die adjungierte Darstellung, die jedes {\displaystyle x\in L} auf den durch {\displaystyle (\mathrm {ad} \,x)(y):=[x,y]} definierten Endomorphismus auf {\displaystyle L} abbildet, so wird durch {\displaystyle \kappa (x,y):=\mathrm {Spur} ((\mathrm {ad} \,x)(\mathrm {ad} \,y))} eine symmetrische Bilinearform auf {\displaystyle L} definiert, die nach Wilhelm Killing benannte Killing-Form.
- Eine Lie-Algebra ist genau dann halbeinfach, wenn ihre Killing-Form nicht-ausgeartet ist.

Dieses Cartan-Kriterium ist prinzipiell ein Verfahren zur Überprüfung der Halbeinfachheit, auch wenn dies im Einzelfall sehr mühsam sein kann. Man bestimme die Killing-Form, genauer die darstellende Matrix bzgl. einer Basis. Die Lie-Algebra ist genau dann halbeinfach, wenn die Determinante dieser Matrix nicht 0 ist.

## Beispiele
Das einfachste Beispiel ist die dreidimensionale, spezielle, lineare Lie-Algebra
{\displaystyle {\mathfrak {sl}}(2,\mathbb {C} )=\{z\in \mathrm {Mat} (2,\mathbb {C} )|\,\mathrm {Spur} (z)=0\}}
mit der Basis
{\displaystyle x={\begin{pmatrix}0&1\\0&0\end{pmatrix}},\quad h={\begin{pmatrix}1&0\\0&-1\end{pmatrix}},\quad y={\begin{pmatrix}0&0\\1&0\end{pmatrix}}}.
Bezüglich der angegebenen Basis haben die Adjungierten der Basis-Elemente folgende Matrix-Darstellungen, die wir als Gleichheit schreiben:
{\displaystyle \mathrm {ad} \,x\,=\,{\begin{pmatrix}0&-2&0\\0&0&1\\0&0&0\end{pmatrix}},\quad \mathrm {ad} \,h\,=\,{\begin{pmatrix}2&0&0\\0&0&0\\0&0&-2\end{pmatrix}},\quad \mathrm {ad} \,y\,=\,{\begin{pmatrix}0&0&0\\-1&0&0\\0&2&0\end{pmatrix}}}.
Dies liest man aus den Kommutatorbeziehungen der Basis-Elemente ab. Da zum Beispiel
{\displaystyle (\mathrm {ad} \,h)(x)=[h,x]={\begin{pmatrix}1&0\\0&-1\end{pmatrix}}{\begin{pmatrix}0&1\\0&0\end{pmatrix}}-{\begin{pmatrix}0&1\\0&0\end{pmatrix}}{\begin{pmatrix}1&0\\0&-1\end{pmatrix}}=2{\begin{pmatrix}0&1\\0&0\end{pmatrix}}=2x},
ergibt sich die erste Spalte der Matrix-Darstellung von {\displaystyle \mathrm {ad} \,h} usw.
Die darstellende Matrix der Killing-Form besteht definitionsgemäß aus den Spuren aller möglichen Produkte dieser 3er-Matrizen und man erhält nach einiger Rechnung {\displaystyle {\begin{pmatrix}0&0&4\\0&8&0\\4&0&0\end{pmatrix}}} mit Determinante −128. Also ist {\displaystyle {\mathfrak {sl}}(2,C)} nach dem Killing-Form Kriterium halbeinfach. Man kann leicht zeigen, dass {\displaystyle {\mathfrak {sl}}(2,C)} sogar einfach ist, was die aufwändige Rechnung einsparen würde, aber wir werden dieses Beispiel unten noch einmal aufgreifen.
Da wir im Rahmen der Klassifikation alle halbeinfachen Lie-Algebren angeben werden, erübrigen sich hier weitere Beispiele.
Die allgemeine lineare Lie-Algebra {\displaystyle {\mathfrak {gl}}(\mathbb {C} ^{n})} ist nicht halbeinfach, denn die Vielfachen der Einheitsmatrix bilden ein abelsches Ideal. Dieses ist gleich dem Radikal dieser Algebra.

## Grundlegende Eigenschaften
Zunächst kann man aus jeder Lie-Algebra eine halbeinfache konstruieren:
- Für jede Lie-Algebra {\displaystyle L} ist die Quotientenalgebra {\displaystyle L/\mathrm {Rad} (L)} halbeinfach.

Die obige Liste der äquivalenten Charakterisierungen stellt gleichzeitig eine Liste von Eigenschaften halbeinfacher Lie-Algebren dar. Weitere Eigenschaften einer halbeinfachen Lie-Algebra {\displaystyle L} sind:
- Ideale und homomorphe Bilder sind wieder halbeinfach.
- Das Zentrum von {\displaystyle L} ist der Nullraum, denn das Zentrum ist ein abelsches Ideal.
- {\displaystyle L\,=\,[L,L]}, das heißt, die von allen Produkten erzeugte Unteralgebra fällt mit der Algebra selbst zusammen.
- Nach dem Satz von Weyl ist jede endlichdimensionale Darstellung von {\displaystyle L} vollständig reduzibel.
- {\displaystyle \mathrm {ad} \,L\,=\,\mathrm {Der} (L)}, das heißt, die Lie-Algebra der Derivationen auf {\displaystyle L} stimmt mit dem Bild der adjungierten Darstellung überein, kurz alle Derivationen auf {\displaystyle L} sind inner.
- Die Cartan-Unteralgebren von {\displaystyle L} sind genau die maximalen Unteralgebren aus diagonalisierbaren Elementen. Diese Unteralgebren sind abelsch.[5]

## Klassifikation

### Einleitung
Im Folgenden betrachten wir nur Lie-Algebren über einem algebraisch abgeschlossenen Körper der Charakteristik 0. Die endlichdimensionalen, halbeinfachen unter ihnen lassen sich vollständig klassifizieren. Dazu wird jeder solchen Algebra ein geometrisches Objekt, ein sogenanntes reduziertes Wurzelsystem, zugeordnet. Dabei handelt es sich um ein endliches Erzeugendensystem eines euklidischen Vektorraums mit einschränkenden Bedingungen für Winkel und Längenverhältnisse unter den erzeugenden Vektoren. Dann zeigt man, dass durch dieses Wurzelsystem die Isomorphie-Klasse der halbeinfachen Lie-Algebra eindeutig bestimmt ist und dass es zu jedem solchen Wurzelsystem eine zugehörige halbeinfache Lie-Algebra gibt. Die einfachen Lie-Algebren, die nach obiger Definition ja die Bausteine der halbeinfachen bilden, lassen sich alle angeben; es handelt sich um vier unendliche Reihen einfacher Lie-Algebren sowie um fünf weitere, sogenannte exzeptionelle, Lie-Algebren. Jede endlichdimensionale, halbeinfache Lie-Algebra ist isomorph zu einer endlichen direkten Summe solcher einfacher Lie-Algebren.

### Konstruktion des Wurzelsystems
Zu einer endlichdimensionalen, halbeinfachen Lie-Algebra {\displaystyle L} konstruieren wir wie folgt ein reduziertes Wurzelsystem.
Man wähle eine Cartan-Unteralgebra {\displaystyle H} von {\displaystyle L}. Alle Elemente aus {\displaystyle \mathrm {ad} \,H} sind simultan diagonalisierbar, das heißt, es gibt endlich viele lineare Funktionale {\displaystyle \alpha } auf {\displaystyle H}, für die {\displaystyle L_{\alpha }:=\{x\in L|[hx]=\alpha (h)x\,\forall h\in H\}} nicht der Nullraum ist, und {\displaystyle L} ist die Vektorraumsumme dieser {\displaystyle L_{\alpha }}. Die vom Nullfunktional verschiedenen Funktionale {\displaystyle L_{\alpha }} bilden ein endliches Erzeugendensystem {\displaystyle \Phi \subset H^{*}} im Dualraum von {\displaystyle H}. Das {\displaystyle \mathbb {Q} }-Erzeugnis {\displaystyle E_{\mathbb {Q} }} von {\displaystyle \Phi } trägt die zur auf {\displaystyle H} nicht-ausgearteten Killing-Form duale Bilinearform {\displaystyle (\cdot ,\cdot )}. Beachte, dass {\displaystyle K} als Körper der Charakteristik 0 den Primkörper {\displaystyle \mathbb {Q} } enthält. Diese Bilinearform lässt sich zu einer positiv definiten symmetrischen Bilinearform auf den {\displaystyle \mathbb {R} }-Vektorraum {\displaystyle E=\mathbb {R} \otimes _{\mathbb {Q} }E_{\mathbb {Q} }} erweitern, ebenso wie alle {\displaystyle \alpha \in \Phi }, deren Erweiterungen mit demselben Namen bezeichnet seien. Man kann zeigen, dass  {\displaystyle E,\,(\cdot ,\cdot ),\,\Phi } ein reduziertes Wurzelsystem bilden.

### Beispiel
Zur Verdeutlichung der angegebenen Konstruktion greifen wir obiges Beispiel der {\displaystyle L={\mathfrak {sl}}(2,C)} noch einmal auf.
{\displaystyle H:=\mathbb {C} {\begin{pmatrix}1&0\\0&-1\end{pmatrix}}=\left\{{\begin{pmatrix}z&0\\0&-z\end{pmatrix}}{\bigg |}\,z\in \mathbb {C} \right\}}
ist eine Cartan-Unteralgebra, die Diagonalisierbarkeit von {\displaystyle \mathrm {ad} \,h} liest man mühelos an obiger Matrix-Darstellung ab. Da {\displaystyle H} eindimensional ist und {\displaystyle \mathrm {ad} \,h} die Eigenwerte 2, 0 und −2 hat, sind die {\displaystyle L_{\alpha }\neq \{0\}} genau für die Funktionale {\displaystyle \alpha _{2}:\,zh\mapsto 2z}, {\displaystyle \alpha _{0}:\,zh\mapsto 0} und {\displaystyle \alpha _{-2}:\,zh\mapsto -2z} vom Nullraum verschieden, es ist also {\displaystyle \Phi =\{\alpha _{2},\alpha _{-2}\}}. Damit besteht das Wurzelsystem aus einem Vektor zusammen mit seinem Negativen. Das ist ohnehin klar, wenn man weiß, dass dies bis auf Isomorphie das einzige eindimensionale, reduzierte Wurzelsystem ist.

### Unabhängigkeit von der Cartan-Unteralgebra
Ist {\displaystyle \varphi :L\rightarrow L'} ein Lie-Algebren-Isomorphismus, {\displaystyle H} wie oben, so ist {\displaystyle H':=\varphi (H)\subset L'} ebenfalls eine Cartan-Unteralgebra und obige Konstruktion für {\displaystyle L',H'} liefert ein isomorphes Wurzelsystem, im Wesentlichen weil man {\displaystyle \varphi } durch die gesamte Konstruktion ziehen kann.
Die Konstruktion eines Wurzelsystems verwendet aber die Wahl einer Cartan-Unteralgebra {\displaystyle H}. Damit man hier eine nur von {\displaystyle L} abhängige Isomophie-Invariante erhält, muss man zeigen, dass jede andere Cartan-Unteralgebra zu einem isomorphen Wurzelsystem führt. Hier hilft der sogenannte Konjugationssatz weiter, für den keine Halbeinfachheit erforderlich ist:
- Für eine endlich-dimensionale Lie-Algebra über einem algebraisch abgeschlossenen Körper sind alle Cartan-Unteralgebren zueinander konjugiert.

Ist also {\displaystyle H'} neben {\displaystyle H} eine weitere Cartan-Unteralgebra, so gibt es einen Isomorphismus {\displaystyle \varphi :L\rightarrow L}, sogar eine Konjugation, mit {\displaystyle H'=\varphi (H)}, und die eingangs gemachte Bemerkung zeigt, dass die Wahlen {\displaystyle H} bzw. {\displaystyle H'} zu isomorphen Wurzelsystemen führen.
Fazit: Die oben beschriebene Konstruktion eines reduzierten Wurzelsystems ist eine Isomorphie-Invariante der Lie-Algebra {\displaystyle L}, das heißt, isomorphe, endlichdimensionale, halbeinfache Lie-Algebren haben isomorphe Wurzelsysteme.

### Der Isomorphiesatz

Die Dynkin-Diagramme sind den Wurzelsystemen zugeordnete Graphen.

Bislang wissen wir, dass isomorphe, endlichdimensionale, halbeinfache Lie-Algebren isomorphe reduzierte Wurzelsysteme besitzen. Der sogenannte Isomorphiesatz sagt aus, dass umgekehrt zwei endlichdimensionale, halbeinfache Lie-Algebren mit isomorphen reduzierten Wurzelsystemen ihrerseits isomorph sind (beachte die Annahmen über den Grundkörper).
Die reduzierten Wurzelsysteme kennt man aber alle. Sie zerfallen in irreduzible Komponenten, das heißt Zusammenhangskomponenten der zugehörigen Dynkin-Diagramme, und diese korrespondieren zu einfachen direkten Summanden der Lie-Algebra. Die irreduziblen, reduzierten Wurzelsysteme kann man aufzählen. Wie im Artikel über Wurzelsysteme ausgeführt, sind dies
{\displaystyle A_{n},n\geq 1,\quad B_{n},n\geq 2,\quad C_{n},n\geq 3,\quad D_{n},n\geq 4,\quad E_{6},E_{7},E_{8},\quad F_{4},\quad G_{2}}.
In der nebenstehenden Skizze sind die zugehörigen Dynkin-Diagramme angegeben.
Genauer werden durch die Kürzel Isomorphieklassen von Wurzelsystemen definiert; man sagt daher auch, ein Wurzelsystem sei vom angegebenen Typ. Auch eine Lie-Algebra mit entsprechendem Wurzelsystem heißt Lie-Algebra dieses Typs.
Damit ist jede endlichdimensionale, halbeinfache Lie-Algebra isomorph zu einer direkten Summe einfacher Ideale, deren Typen in obiger Liste vorkommen.

### Der Existenzsatz
Nach dem bisher Gesagten wissen wir, dass die reduzierten Wurzelsysteme endlichdimensionaler, einfacher Lie-Algebren von oben aufgelisteten Typen sein müssen. Umgekehrt stellt sich natürlich die Frage, ob es zu jedem Typ eines reduzierten Wurzelsystems tatsächlich eine passende einfache Lie-Algebra gibt. Diese Frage wird durch den sogenannten Existenzsatz positiv beantwortet.
Nach einem auf Serre zurückgehenden Verfahren kann man mittels freier Lie-Algebren, wobei dann auch unendlichdimensionale Algebren vorkommen, und auf ihnen erklärter Relationen, das sind zwischen den Erzeugern der freien Algebra bestehende Gleichungen, die Existenz der gesuchten Lie-Algebren nachweisen. Die Relationen ergeben sich aus den Wurzelsystemen, sie erzeugen ein Ideal in einer gewissen freien Lie-Algebra und man muss schließlich zeigen, dass die Quotientenalgebra eine endlichdimensionale, halbeinfache Lie-Algebra mit dem vorgegebenen Wurzelsystem ist.
Was nun noch fehlt, ist eine konkrete Realisierung dieser einfachen Lie-Algebren, deren vollständige Angabe natürlich ebenfalls den Existenzsatz beweist. Für die vier Reihen {\displaystyle A_{n},B_{n},C_{n},D_{n}} ist das sehr einfach, die exzeptionellen Lie-Algebren {\displaystyle E_{6},E_{7},E_{8},F_{4},G_{2}} ergeben sich aus Algebren von Derivationen auf anderen exzeptionellen, nicht-assoziativen Algebren, genauer auf gewissen Jordan-Algebren und auf der Cayley-Algebra. Nach Angabe dieser Liste kann man bis auf Isomorphie alle endlichdimensionalen, halbeinfachen Lie-Algebren hinschreiben.

#### Die klassischen Algebren
Die einfachen Lie-Algebren zu den Wurzelsystemen {\displaystyle A_{n},B_{n},C_{n},D_{n}} nennt man die klassischen Algebren. Diese können leicht angegeben werden.
{\displaystyle {\mathfrak {sl}}(n+1,K):=\{x\in \mathrm {Mat} (n+1,K)|\,\mathrm {Spur} (x)=0\}}
ist mit der Kommutatorklammer eine {\displaystyle n(n+2)}-dimensionale, einfache Lie-Algebra vom Typ {\displaystyle A_{n}}, das heißt, das zugehörige reduzierte Wurzelsystem ist von diesem Typ. Man nennt sie die spezielle lineare Algebra, da sie die Lie-Algebra zur speziellen linearen Gruppe ist. Der Fall {\displaystyle n=1} ist das oben vorgestellte Beispiel.
Es sei {\displaystyle I_{n}} die {\displaystyle n\times n}-Einheitsmatrix, 0 bezeichne eine Nullmatrix jeweils passender Größe und {\displaystyle x^{t}} stehe für die Transponierte einer Matrix {\displaystyle x}.
{\displaystyle {\mathfrak {o}}(2n+1,K):=\left\{x\in \mathrm {Mat} (2n+1,K){\Bigg |}\,{\begin{pmatrix}1&0&0\\0&0&I_{n}\\0&I_{n}&0\end{pmatrix}}x=-x^{t}{\begin{pmatrix}1&0&0\\0&0&I_{n}\\0&I_{n}&0\end{pmatrix}}\right\}}
heißt orthogonale Algebra und ist mit der Kommutatorklammer eine einfache {\displaystyle n(2n+1)}-dimensionale, einfache Lie-Algebra vom Typ {\displaystyle B_{n}}.
{\displaystyle {\mathfrak {sp}}(2n,K):=\left\{x\in \mathrm {Mat} (2n,K){\Big |}\,{\begin{pmatrix}0&I_{n}\\-I_{n}&0\end{pmatrix}}x=-x^{t}{\begin{pmatrix}0&I_{n}\\-I_{n}&0\end{pmatrix}}\right\}}
heißt symplektische Algebra und ist mit der Kommutatorklammer eine einfache {\displaystyle n(2n+1)}-dimensionale, einfache Lie-Algebra vom Typ {\displaystyle C_{n}}.
{\displaystyle {\mathfrak {o}}(2n,K):=\left\{x\in \mathrm {Mat} (2n,K){\Big |}\,{\begin{pmatrix}0&I_{n}\\I_{n}&0\end{pmatrix}}x=-x^{t}{\begin{pmatrix}0&I_{n}\\I_{n}&0\end{pmatrix}}\right\}}
heißt orthogonale Algebra und ist mit der Kommutatorklammer eine einfache {\displaystyle n(2n-1)}-dimensionale, einfache Lie-Algebra vom Typ {\displaystyle D_{n}}.
Die hier erneut verwendete Bezeichnung als orthogonale Algebra birgt keine Verwechslungsgefahr, da die Größen der auftretenden Matrizen jeweils gerade bzw. ungerade sind.

#### Die exzeptionellen Algebren
Wir beginnen mit dem einfacheren Fall der Lie-Algebra vom Typ {\displaystyle G_{2}}.
- Bezeichnet {\displaystyle {\mathfrak {C}}} die Cayley-Algebra über {\displaystyle K}, so ist die Algebra {\displaystyle \mathrm {Der} ({\mathfrak {C}})} der Derivationen auf {\displaystyle {\mathfrak {C}}} eine 14-dimensionale einfache Lie-Algebra vom Typ {\displaystyle G_{2}}.[11][12]

Die Angabe der exzeptionellen Lie-Algebren zu {\displaystyle E_{6},E_{7},E_{8},F_{4}} ist aufwändiger, da hier exzeptionelle Jordan-Algebren ins Spiel kommen. Die Involution auf der Cayley-Algebra {\displaystyle {\mathfrak {C}}} sei mit einem Querstrich bezeichnet. Dann definiere
{\displaystyle {\mathfrak {H}}({\mathfrak {C}}_{3}):=\left\{{\begin{pmatrix}\xi _{1}&c&{\overline {b}}\\{\overline {c}}&\xi _{2}&a\\b&{\overline {a}}&\xi _{3}\end{pmatrix}}{\Big |}\,\xi _{1},\xi _{2},\xi _{3}\in K,\,a,b,c\in {\mathfrak {C}}\right\}},
das ist der 27-dimensionale Raum der „hermiteschen“ 3er-Matrizen über {\displaystyle {\mathfrak {C}}}. Das Jordan-Produkt
{\displaystyle \textstyle x\cdot y:={\frac {1}{2}}(xy+yx),\quad x,y\in {\mathfrak {H}}({\mathfrak {C}}_{3})}
macht diesen Raum zu einer mit {\displaystyle {\mathfrak {J}}} bezeichneten Jordan-Algebra. Das ist nicht selbstverständlich, da der Raum der 3er-Matrizen über {\displaystyle {\mathfrak {C}}} nicht assoziativ ist. (Man kann zeigen, dass {\displaystyle {\mathfrak {J}}} exzeptionell ist, das heißt, nicht isomorph zu einer Jordan-Algebra ist, die sich von einer assoziativen Algebra herleitet.) Hiermit können wir den nächsten exzeptionellen Lie-Typ realisieren:
- Die Algebra {\displaystyle \mathrm {Der} ({\mathfrak {J}})} der Derivationen auf {\displaystyle {\mathfrak {J}}} ist mit der Kommutatorklammer eine 52-dimensionale, einfache Lie-Algebra vom Typ {\displaystyle F_{4}}.[13]

Wir vergrößern nun {\displaystyle \mathrm {Der} ({\mathfrak {J}})}. Für {\displaystyle x\in {\mathfrak {J}}} bezeichne {\displaystyle R_{x}\in \mathrm {End} ({\mathfrak {J}})} die Rechtsmultiplikation mit {\displaystyle x}, das heißt {\displaystyle R_{x}(y):=y\cdot x}, wobei hier das Jordan-Produkt verwendet wird. Weiter sei {\displaystyle {\mathfrak {J}}_{0}} die Menge aller Elemente aus {\displaystyle {\mathfrak {J}}} mit Spur 0, das heißt, für die in oben verwendeter Definition {\displaystyle \xi _{1}+\xi _{2}+\xi _{3}=0} gilt.
- Die Summe {\displaystyle \mathrm {Der} ({\mathfrak {J}})+\{R_{x}|x\in {\mathfrak {J}}_{0}\}} in {\displaystyle \mathrm {End} ({\mathfrak {J}})} ist mit der Kommutatorklammer eine 78-dimensionale, einfache Lie-Algebra vom Typ {\displaystyle E_{6}}.[14]

Für die 133-dimensionale, einfache Lie-Algebra vom Typ {\displaystyle E_{7}} und die 248-dimensionale, einfache Lie-Algebra vom Typ {\displaystyle E_{8}} wird auf das unten angegebene Lehrbuch von Richard D. Schafer bzw. auf die dort angegebene Literatur verwiesen.